# 矢研の滝
矢研の滝（やとぎのたき）は、宮崎県児湯郡都農町にある滝。日本の滝百選に選定されている。

## 概要
尾鈴県立自然公園内にある国指定の名勝、尾鈴山瀑布群の一つ。名貫川の上流、矢研谷にかかる滝である。尾鈴山の東にある角崎山（1071 m）から流れ出る水が73 mの岩壁を数条に分かれて落下している。滝下には多くの岩が横たわっており、これは岩壁が永年の浸食により落下したものである。
滝の名は、神武天皇が東征を控え、この滝の水で矢を研いだという伝説に由来する。

## 参考資料
- 『日本の滝100選』 グリーンルネッサンス事務局/編、1991年、講談社
- 『日本の滝2　西日本767滝』 北中康文/写真・文、2006年、山と渓谷社